# Dave Days

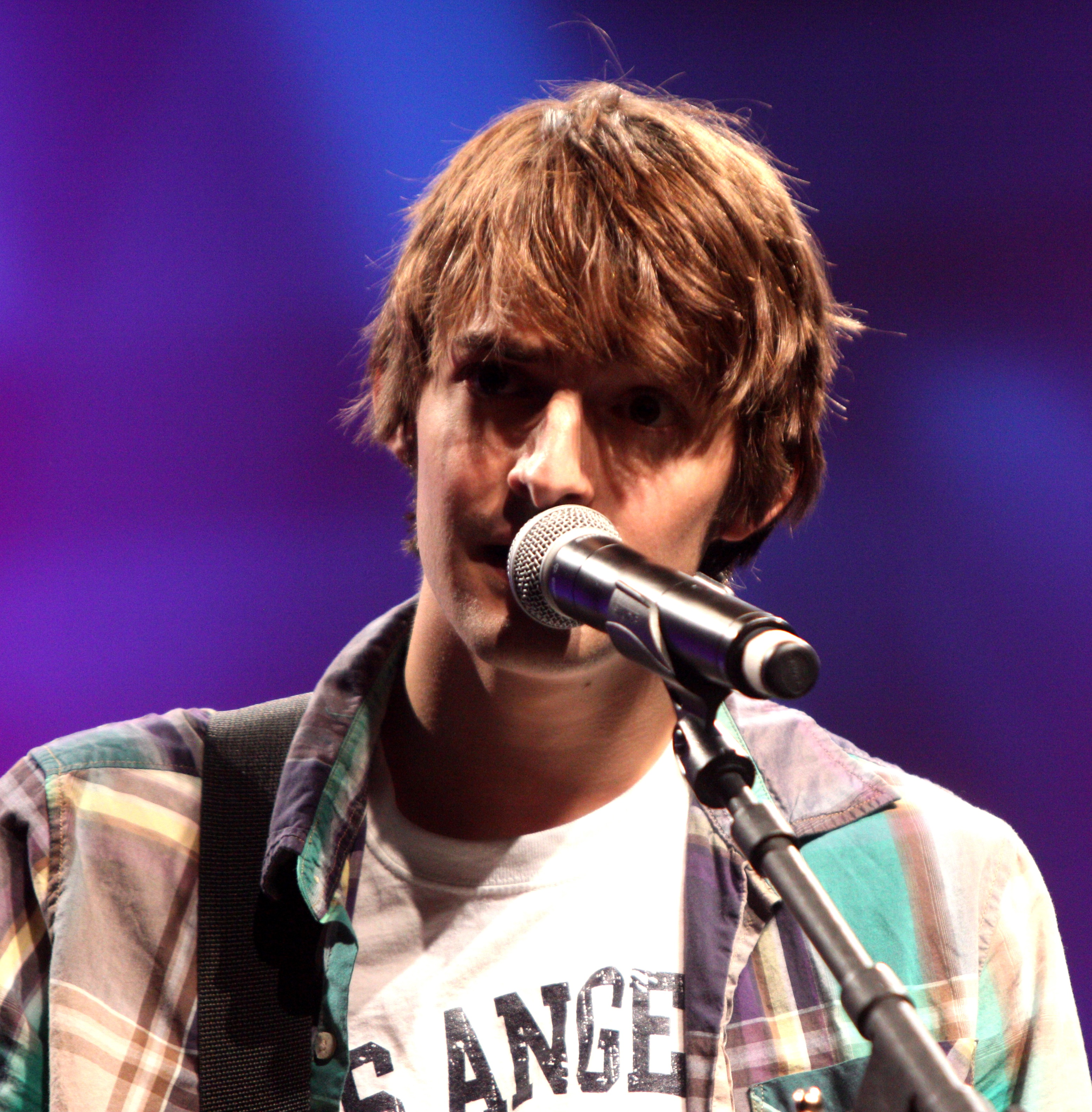
Colditz auf der VidCon 2012 in Anaheim, Kalifornien

Dave Days (bürgerlich David Joseph Colditz, * 13. August 1991 in Ohio) ist ein amerikanischer Musiker, Künstler, Songwriter und Entertainer. Momentan lebt er in Los Angeles, Kalifornien. Bekannt wurde Colditz durch seinen YouTube-Kanal davedays, der im Juni 2013 ungefähr 1,5 Millionen Abonnenten und, bei 145 Videos, circa 338 Millionen Videoaufrufe hatte. Dort lädt er vor allem Parodien und Cover von bekannten Liedern, aber auch selbst komponierte Lieder hoch. Colditz singt und spielt Gitarre und Klavier. Seine Genres sind Pop-Punk, Punk-Rock, Rock und Comedy.

## Karriere
Colditz begann in der Middle School damit, in Bands zu spielen. Er brachte sich den Umgang mit Audio- und Videoaufnahmegeräten selbst bei. Das erste Interesse für die Videoplattform YouTube entwickelte er, während er die Downingtown High School East besuchte. Den YouTube-Kanal davedays erstellte Colditz am 25. August 2007. Das erste Video, das Colditz dort hochlud, war eine Pop-Punk-Parodie von Chocolate Rain, worauf weitere Parodien von bekannten YouTube-Videos und YouTubern folgten. Nach kurzer Zeit konnte er mit 200.000 Abonnenten und 50 Millionen Aufrufen den YouTube-Partner-Status erreichen, was Einnahmen aus Werbung bringt, die vor die Videos geschaltet wird. Einen Monat nach Beendigung der High School zog er nach Los Angeles.
Im Zeitraum von 2008 bis 2010 handelten viele von Colditz' Videos über die amerikanische Schauspielerin und Sängerin Miley Cyrus, welche 2010 einen Cameo-Auftritt in seinem Video Last Song hatte. Anfang 2010 war davedays der am meisten abonnierte Musik-Kanal auf YouTube.
Seine 2011 entstandenen Videos Next To You und Who Says kamen in die amerikanischen Billboard's Top-10 unerforschter Lieder. Seine Parodie von Katy Perrys Last Friday Night (T.G.I.F.) erntete ebenfalls Beachtung. Im Oktober 2011 war Colditz' YouTube-Kanal mit 1,5 Millionen Abonnenten einer der meistabonnierten Musik-Kanäle auf YouTube.
Am 11. September 2011 trat Colditz mit seinem Lied What Does It Take im Disney-Fernsehsender So Random auf.
2011 war Colditz der erste YouTuber, der für die DigiTour unterzeichnen durfte. Außerdem war er der Frontmann der DigiTour 2012.
Colditz produziert seine Musik und die meisten seiner Videos selber.

## Diskografie

### Alben
- The Dave Days Show (2009)
- Imma Be Down With Fireflies Baby (2010)
- Dinner and a Movie (2010)
- We're Just Kids (2012)
- Boy You'll Forget (2013)

### Parodien (Auswahl)
- I Just Held Hands (2012) (Parodie auf We Just Had Sex von The Lonely Island)
- Gangnam Style (2012) (Parodie auf Gangnam Style von Psy)
- Boyfriend (2012) (Parodie auf Boyfriend von Justin Bieber)
- Fireflies – Parody in Ikea (2009) (Parodie auf Fireflies von Owl City)
- Miley Cyrus – 7 Things (2008) (Parodie auf 7 Things von Miley Cyrus)[3]